# Llanrhidian
Llanrhidian es una localidad situada en el condado de Swansea, en Gales (Reino Unido), con una población estimada a mediados de 2016 de 559 habitantes.
Se encuentra ubicada al sur de Gales, a poca distancia de la costa del canal de Bristol y al oeste de Cardiff.